# Asociación Mundial de Juristas
La Asociación Mundial de Juristas o World Jurist Association (en inglés) es una organización no gubernamental que reúne a presidentes de tribunales, magistrados, jueces, funcionarios de gobierno, profesores de derecho, abogados, notarios, registradores, estudiantes y profesionales relacionados con las leyes de más de 140 nacionalidades.

## Historia
La asociación nació en el cénit de la Guerra Fría, ideada por Sir Winston Churchill, Earl Warren, entonces Presidente del Tribunal Supremo de Estados Unidos, y Charles Rhyne, Presidente de la American Bar Association. Los tres acordaron que era fundamental poner en marcha una movilización universal de todos los hombres y mujeres del derecho para promover el imperio de la ley, como alternativa al imperio de la fuerza.
Su primer presidente fue Charles Rhyne. La WJA, presidida por Javier Cremades, es hoy una organización no gubernamental, con estatus consultivo especial ante las Naciones Unidas. Está presente en 85 países y opera como un foro abierto que celebra congresos y conferencias donde jueces, abogados, profesores y profesionales del derecho trabajan y cooperan para reforzar y expandir el imperio de la ley y sus instituciones.

## Organización
- Fundador y Presidente pasado (1963-1991): Charles S. Rhyne, Estados Unidos
- Presidente pasado (1991-1993): Franklin Hoet-Linares, Venezuela
- Presidente pasado (1993-1995): Raul Goco, Filipinas
- Presidente pasado (1995-1997): Lucio Ghia, Italia
- Presidente pasado (1997-1999): Ved P. Nanda, India, Estados Unidos
- Presidente pasado (1999-2001): Daniel J. Monaco, Estados Unidos
- Presidente pasado (2001-2003): Hans Thümmel, Alemania
- Presidente pasado (2003-2005): Valeriy Yevdokymov, Ucrania
- Presidente pasado (2005-2009): Ronald M. Greenberg, Estados Unidos
- Presidente pasado (2009-2011): Valeriy Yevdokymov, Ucrania
- Presidente pasado (2011-2015): Alexander J. Bělohlávek, República Checa
- Presidente pasado inmediato (2015-2019): Franklin Hoet-Linares, Venezuela
- Presidente Global (2019): Javier Cremades, España

## Eventos
La World Jurist Association organiza eventos que promocionan el Estado de Derecho, incluyendo un congreso bienal. En 2019 se realizó en España el 19 y 20 de febrero. El lema del evento fue “Democracia, Constitución y Libertad”, y el rey Felipe VI de España fue galardonado con el World Peace and Liberty Award, por su inquebrantable compromiso con el Estado de Derecho. Un galardón que solo habían recibido otras tres personalidades internacionales: Sir Winston Churchill, Primer Ministro del Reino Unido; y los premio Nobel René Cassin, reconocido por su labor en la redacción de la Declaración Universal de los Derechos Humanos y Nelson Mandela.
En 2021 se llevó a cabo en Barranquilla (Colombia) bajo el nombre `Estado de Derecho: desarrollo para las naciones´ y se le otorgó el World Peace & Liberty Award a la sociedad colombiana y lo recogió Iván Duque. Durante el congreso de 2023, celebrado en Nueva York, se le concedió el premio a la Comisión Europea, recogido por Ursula von der Leyen.